# Прикосновение (фильм, 1971)
«Прикосновение» (швед. Beröringen, англ. The Touch) — фильм шведского режиссёра Ингмара Бергмана, вышедший в 1971 году.

## Сюжет
Действие фильма происходит в небольшом провинциальном городке. Карин Вергерус, казалось бы, вполне счастлива в браке; заботливый муж, милые дети, прекрасный дом, но всё меняется, когда она встречает Давида. Давид — друг мужа, американский археолог, ведущий раскопки в одной из старинных церквей. Не рассчитывая на взаимность, он признаётся Карин в любви. И вот она у него дома. «Давай разденемся и ляжем в кровать и посмотрим, что из этого выйдет».

## В ролях
- Эллиотт Гулд — Давид Ковач[1]
- Биби Андерсон — Карин Вергерус
- Макс фон Сюдов — Андреас Вергерус
- Шейла Рид — Сара, сестра Давида

## История создания
.